# 23228 Nandinisarma
23228 Nandinisarma è un asteroide della fascia principale. Scoperto nel 2000, presenta un'orbita caratterizzata da un semiasse maggiore pari a 2,3263630 UA e da un'eccentricità di 0,0772862, inclinata di 6,18776° rispetto all'eclittica.